# ヴァルガ県
ヴァルガ県（エストニア語: Valga maakond）は、エストニアを構成する15の県の一つである。エストニア南部に位置し、南にラトビアと接する。